# 264 f.Kr.

## Händelser

### Efter plats

#### Grekland
- Abantidas (son till Paseias) blir tyrann av den grekiska stadsstaten Sikyon efter att ha mördat Kleinias varpå han dels mördar, dels fördriver, Kleinias vänner och släktingar. Kleinias' unge son Aratos undkommer döden med en hårsmån.

#### Romerska republiken
- Tyrannen Hiero II av Syrakusa anfaller återigen mamertinerna. De allierar sig med en karthagisk flotta i närheten och lyckas därmed hålla tillbaka Syrakusaborna. När karthagerna därefter inte ger sig av vädjar dock mamertinerna till Rom för att få till stånd en allians, i hopp om mer pålitligt skydd. Även om romarna till en början är ovilliga att hjälpa till, om inte andra karthagiska legotrupper gör myteri, vill de inte heller se Karthagos makt sprida sig ytterligare över Sicilien och vidare till Italien. Romarna går därför i allians med mamertinerna och genom denna handling utbryter det första puniska kriget, vilket försätter Rom i ett konfliktläge med Karthago, som kommer att vara i 23 år.
- Den romerske konsuln Appius Claudius Caudex och hans två legioner avdelas till Sicilien, vilket är första gången en romersk armé utför krigshandlingar utanför Apenninska halvön.
- Appius Claudius Caudex leder sina styrkor till Messana och då mamertinerna har fått karthagerna att dra sig tillbaka möter han minimalt motstånd. Mamertinerna överlämnar staden till Appius Claudius, men karthagerna återvänder för att anlägga en blockad, samtidigt som Syrakusaborna också är stationerade utanför staden.
- Appius Claudius leder sina trupper utanför Messana för att besegra Syrakusaborna i ett fältslag, vilket tvingar Hiero II att dra sig tillbaka till Syrakusa. Dagen därpå besegrar Claudius karthagerna.
- Vertumnustemplet byggs på kullen Aventinen i Rom.
- Tre par gladiatorer möts i de första nedtecknade gladiatorspelen, hållna vid aristokraten Junius Brutus Peras begravning på Forum Boarium.

#### Kina
- Den kinesiske konfucianske filosofen Xunzi besöker staten Qin. Han skriver om sin och andras beundran för Qins regeringstjänstemän, som han säger vara seriösa och uppriktiga, fria från tendenserna att bilda fraktioner. Qins tjänstemän styrs av en meritokrati av ganska hårda metoder, dirigerad av legalistfilosofin.

## Födda
- Gnaeus Naevius, romersk författare

## Avlidna
- Zenon, grekisk stoisk filosof från Kition på Cypern (född 333 f.Kr.)